# Chamissoa acuminata
Chamissoa acuminata là loài thực vật có hoa thuộc họ Dền. Loài này được Mart. mô tả khoa học đầu tiên năm 1826.